# Northam (West-Australië)
Northam is een plaats in de regio Wheatbelt in West-Australië. Het ligt 96 kilometer ten oostnoordoosten van Perth. Het ligt aan de samenvloeiing van de rivieren Avon en Mortlock. Northam heeft het op twee na hoogste aantal geregistreerde erfgoedsites van West-Australië. Enkel Albany en Kalgoorlie staan hoger genoteerd.

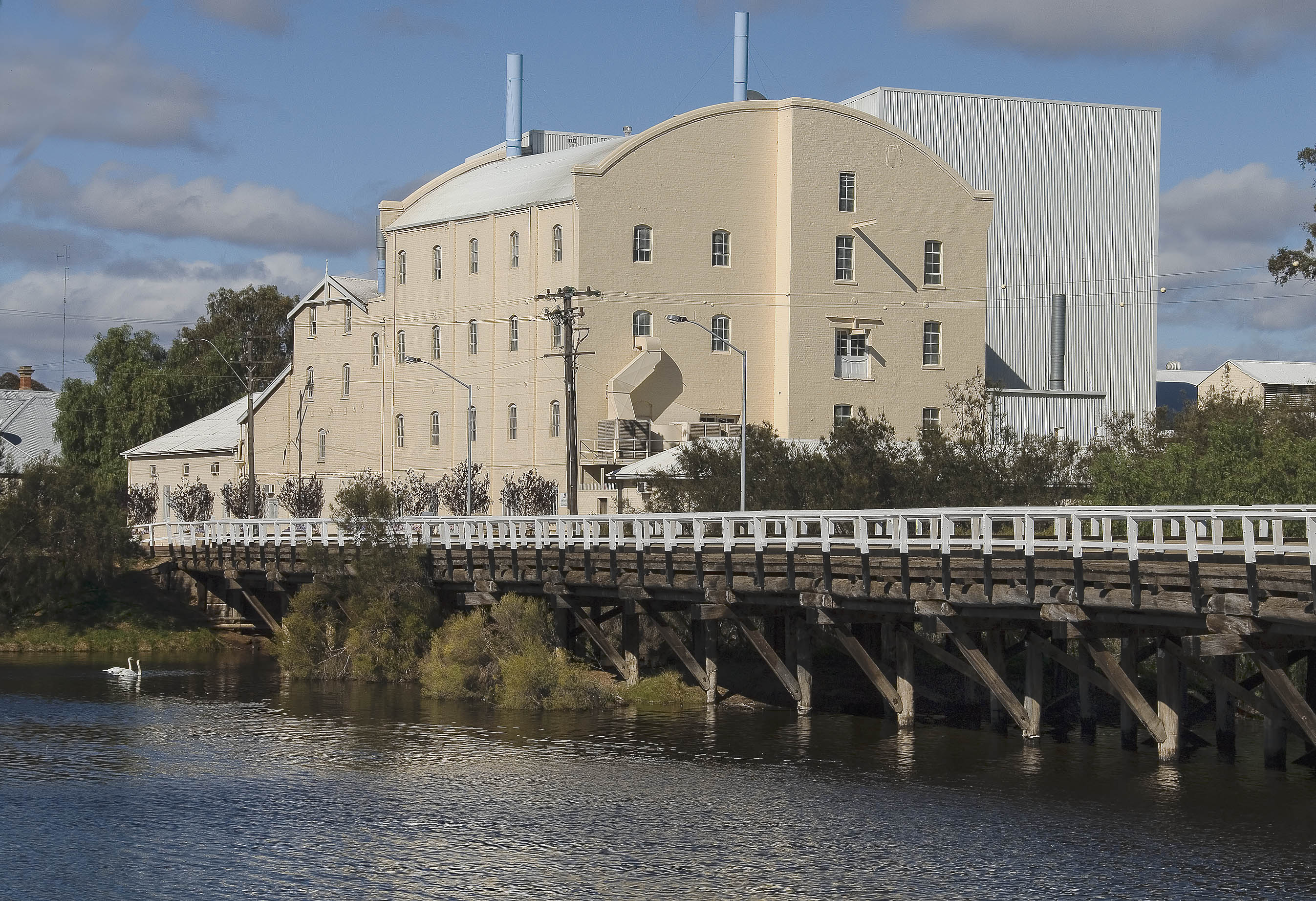
Meelmolen en brug Northam

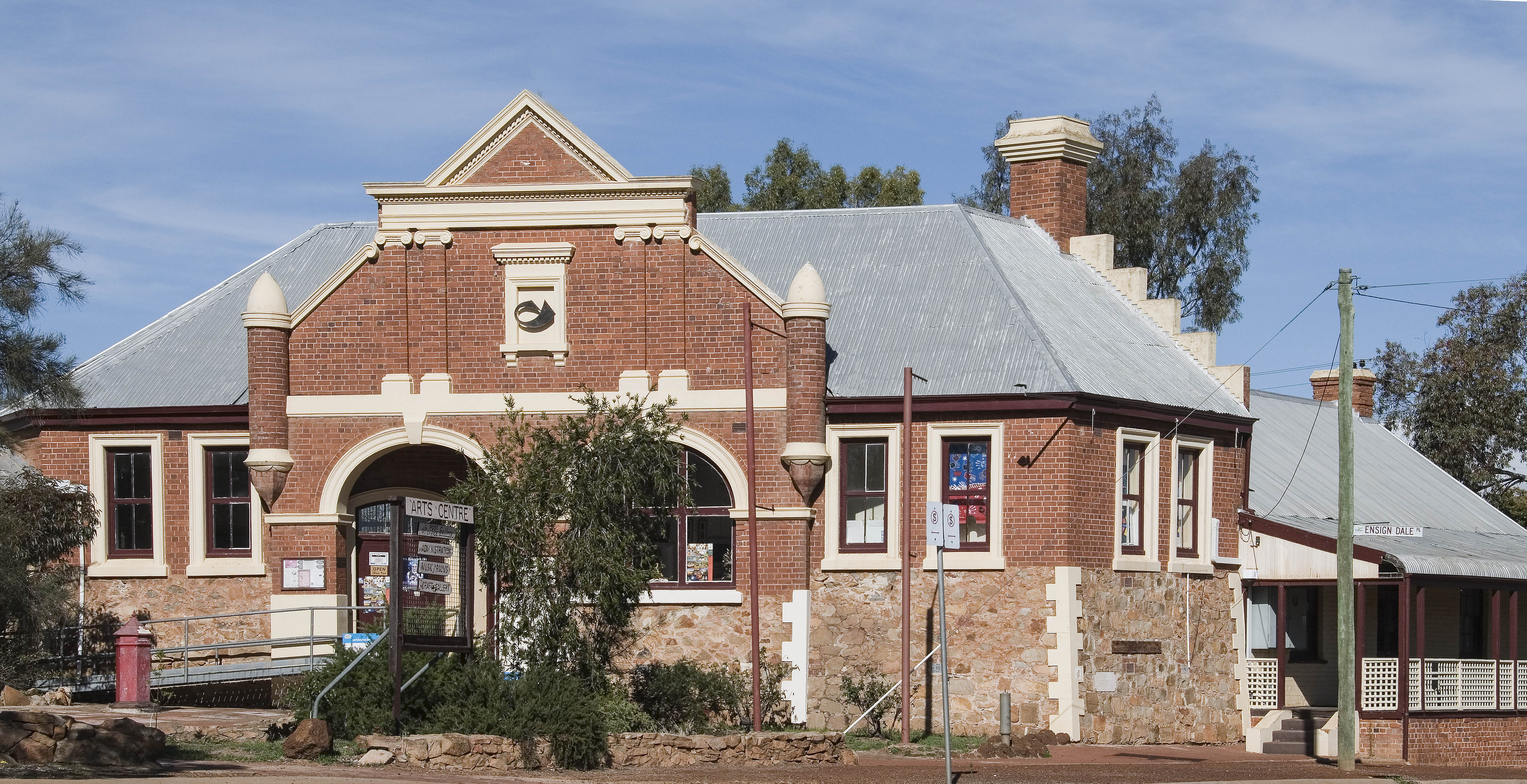
Oud postkantoor Northam

## Geschiedenis
De streek rond Northman werd voor het eerst verkend door een groep kolonisten onder leiding van Robert Dale. Het werd vervolgens gesticht in 1833 en was een van de eerste nederzettingen na de stichting van de kolonie aan de rivier de Swan in 1929. James Stirling gaf het zijn naam. Vermoedelijk werd hij geïnspireerd door een dorpje met dezelfde naam in Devon in Engeland. Het werd bijna ogenblikkelijk een uitvalsbasis voor verkenners en kolonisten die geïnteresseerd waren in de gebieden oostelijker.
In de jaren 1849 werd er een meelmolen gebouwd door Joseph Lockyer. Deze werd in 1867 vervangen door een nieuwe. James Byfield bracht in 1883 belangrijke veranderingen aan de molen aan en veranderde het productieproces waardoor de molen rendabeler werd. De molen produceerde ook de eerste elektriciteit voor het plaatsje. De meelmolen zou nog meermaals van eigenaar wisselen en vernieuwingen ondergaan maar is nog steeds in bedrijf.
Het aanvankelijke belang van Northam nam af door het groeiende belang van de nabijgelegen plaatsjes York en Beverley. De komst van de spoorweg echter, maakte van Northam het belangrijkste vertrekpunt naar de oostelijk gelegen goudvelden voor goudzoekers en mijnwerkers. Een eerste spoorwegstation werd gebouwd in 1886. In 1900 werd een nieuw station gebouwd met een groot rangeerterrein om de opkomende goudvelden te bedienen. Het lag recht over het Grand Hotel dat in 1896 door Michael Cody werd gebouwd en nog steeds bestaat. Tijdens de Tweede Wereldoorlog en de Koreaanse Oorlog was er een piek in bedrijvigheid op de rangeerterreinen door de soldatentransporten vanuit het 'Northam Army Camp'. In 1966 werd een nieuw station gebouwd in East Northam vanwege een verandering in de standaard spoorwijdte. Het oude spoorwegstation in West Northam werd een spoormuseum.
In 1866 werd een politiekantoor gebouwd, in 1896 een rechtszaal en in 1901 een brandweerkazerne. In 1929 werd de brandweerkazerne vervangen door een nieuwe en die werd weer vervangen in 1991.
In 1873 werd een eerste postkantoor gebouwd. Tot dan werden postdiensten verstrekt vanuit private residenties. In 1909 werd langs de andere kant van het plaatsje een nieuw postkantoor gebouwd omdat de bedrijvigheid zich verlegd had. Het oude postkantoor werd tot 1978 gebruikt door het leger. Vervolgens kwam het in handen van de 'Avon Valley Arts Society'.
In 1897 werd 'Fermoy House' gebouwd door de zakenman, burgemeester van Northam en latere premier van West-Australië, George Throssell. Hij stierf in het huis in 1910 na een val van een trap. 'Fermoy' was daarna jaren een privaat hospitaal. Na de Tweede Wereldoorlog waren er scholen nodig door de instroom van migranten uit Oost-Europa. In 1948 werd het een school : 'St Paul's Brothers College'. In 1971 ging de school samen met 'St Joseph's Girls School'.
Tijdens de Eerste Wereldoorlog werden in Northam paarden gefokt die dienst deden in de oorlogsgebieden in Europa. Ze werden ook gebruikt door het in Australië vermaarde '10th Light Horse Regiment'. Na de Eerste Wereldoorlog werden er nabij Notham, in de 'Anzac Farm', soldaten met tuberculose ondergebracht.
In 1934 werd het Northam Army Camp gebouwd en tussen 1940 en 1960 werden er 40.000 soldaten getraind. Tijdens de Tweede Wereldoorlog werden er Italiaanse krijgsgevangenen vast gehouden. Rond 1950 werd het kamp gebruikt om Europese vluchtelingen op te vangen. Het werd op 24 oktober 1949 het 'Northam Migrant Accommodation Centre' genoemd en na renovaties het 'Northam Accommodation Centre'. De mannen werden aan een job geholpen en de vrouwen werden gehuisvest in het 'Holden Holding Centre', ook in Northam, tot de mannen voor hun onderhoud konden zorgen. 'Holden Holding Centre' bleef open van 10 augustus 1949 tot 1963. Het 'Northam Accommodation Centre' sloot reeds in september 1951. Het had 15.000 vluchtelingen verwerkt.
In 2012 opende het 'Yongah Hill Immigration Detention Centre' (YHIDC) in het voormalige 'Northam Training Camp'. Naast asielzoekers worden er sinds 2015 ook criminelen en mensen met een verlopen visa vast gehouden alvorens ze kunnen worden uitgezet. Daarom werd in 2017 besloten het centrum te verbouwen om de veiligheidsrisico's voor de asielzoekers te verminderen.. In 2018 waren er, na de dood van een afgewezen asielzoeker die zijn epilepsiemedicatie niet had genomen, rellen en brandstichting in het centrum.

## Beschrijving
Northam is het administratieve en dienstencentrum van het lokale bestuursgebied (LGA) Shire of Northam.
In 2021 telde Northman 6.679 inwoners.
Northam heeft een recreatiecentrum, olympisch zwembad, bibliotheek, ziekenhuis, een basisschool, hoger onderwijs en verscheidene sportfaciliteiten.

## Toerisme
Northam heeft een toerismekantoor waar men informatie kan krijgen over onder meer:
- een toeristische busrit of enkele uitgestippelde wandelingen langs de historische gebouwen van de stad
- parken en wandelingen in de natuurlijke omgeving: Bernard Park, Burlong Pool, Mt Ommaney, Kep Track, Clackline Walk Trails, River Circuit, Apex Park en Hooper Park
- musea: het Northam Heritage Centre ('Old Railway Museum') en de Morby Cottage.

## Transport
Northam ligt aan de Great Eastern Highway en de overgang van de Eastern Railway naar de Eastern Goldfields Railway. De MerredinLink, AvonLink en Prospector-treindiensten van Transwa doen Northam vanuit Perth aan.
Northam heeft een startbaan: Northam Airport (ICAO: YNTM).

## Klimaat
Northam heeft een mediterraan klimaat met warme droge zomers en koele vochtige winters.
| Maand                                  | jan  | feb  | mrt  | apr  | mei  | jun  | jul  | aug  | sep  | okt  | nov  | dec  | Jaar  |
| -------------------------------------- | ---- | ---- | ---- | ---- | ---- | ---- | ---- | ---- | ---- | ---- | ---- | ---- | ----- |
| Hoogste maximum (°C)                   | 46,2 | 48,1 | 43,9 | 39,5 | 35,2 | 27,2 | 25,2 | 28,3 | 34,6 | 39,4 | 41,1 | 45,6 | 48,1  |
| Gemiddeld maximum (°C)                 | 34,2 | 33,7 | 30,8 | 26,1 | 21,2 | 17,9 | 16,9 | 17,9 | 20,4 | 24,0 | 28,5 | 32,1 | 25,3  |
| Gemiddeld minimum (°C)                 | 17,1 | 17,2 | 15,4 | 12,0 | 8,4  | 6,5  | 5,4  | 5,6  | 6,8  | 8,9  | 12,4 | 15,3 | 10,9  |
| Laagste minimum (°C)                   | 7,3  | 7,9  | 4,9  | 0,6  | −2,2 | −3,9 | −3,2 | −1,7 | −1,4 | −0,3 | 2,1  | 4,5  | −3,9  |
|                                        |      |      |      |      |      |      |      |      |      |      |      |      |       |
| Neerslag (mm)                          | 10,4 | 13,2 | 18,3 | 23,3 | 55,5 | 80,4 | 82,8 | 60,7 | 37,0 | 24,5 | 12,2 | 9,2  | 427,5 |
| Regendagen (dag)                       | 1,9  | 2,1  | 3,0  | 5,5  | 10,5 | 14,5 | 15,9 | 13,8 | 10,7 | 7,2  | 4,0  | 2,2  | 91,3  |
| Bron: Australian Bureau of Meteorology |      |      |      |      |      |      |      |      |      |      |      |      |       |

Aldersyde · Amery · Ardath · Arthur River · Baandee · Babakin · Badgingarra · Badjaling · Bailup · Bakers Hill · Balkuling · Ballaying · Ballidu · Beacon · Beenong · Beermullah · Bejoording · Belka · Bencubbin · Bendering · Benjaberring · Beverley · Bilbarin · Bindi Bindi · Bindoon · Bodallin · Bolgart · Bonnie Rock · Boolading · Booraan · Brookton · Bruce Rock · Bullaring · Bullfinch · Bulyee · Bungulla · Buntine · Burakin · Burracoppin · Cadoux · Calingiri · Campion · Caraban · Carrabin · Cataby · Cervantes · Chandler · Chittering · Clackline · Cold Harbour · Congelin · Coomberdale · Copley · Corrigin · Cowcowing · Crossman · Cuballing · Culbin · Cunderdin · Dalwallinu · Dandaragan · Dangin · Darkan · Dattening · Dongolocking · Doodlakine · Dowerin · Dudinin · Dumbleyung · Duranillin · Dwarda · Ejanding · Elabbin · Erikin · Gabbin · Gingin · Goomalling ·  Grass Valley · Greenhills · Guilderton · Gwambygine · Harrismith · Highbury · Hines Hill · Holt Rock · Hyden · Jelcobine · Jennacubbine · Jennapullin · Jitarning · Jurien Bay · Kalannie · Karlgarin · Kellerberrin · Kondinin · Kondut · Koojan · Koolyanobbing · Koorda · Korbel · Korrelocking · Kukerin · Kulin · Kulja · Kulyaling · Kunjin · Kununoppin · Kweda · Kwelkan · Kwolyin · Lancelin · Lake Brown · Lake Grace · Lake King · Ledge Point · Manmanning · Marvel Loch · Meckering · Meenaar · Merredin · Miling · Minnivale · Mogumber · Mokine · Moodiarrup · Mooliabeenee · Moora · Moorine Rock · Moorumbine · Moulyinning · Mount Hardey · Mount Kokeby · Mount Walker · Muchea · Mukinbudin · Muntadgin · Nalya · Nangeenan · Narembeen · Narrogin · New Norcia · Newdegate · Nilgen · Nokaning · North Bannister · Northam · Nukarni · Nungarin · Pantapin · Piawaning · Piesseville · Pingaring · Pingelly · Pithara · Popanyinning · Quairading · Quindanning · Regans Ford · Seabird · Shackleton · Southern Cross · Spencers Brook · Tammin · Tincurrin · Toodyay · Trayning · Varley · Wagin · Walebing · Walgoolan · Wandering · Wannamal · Watheroo · Welbungin · West Dale · West Toodyay · Westonia · Wialki · Wickepin · Wilbinga · Williams · Wongan Hills · Woodridge · Wubin · Wundowie · Wyalkatchem · Yealering · Yelbeni · Yellowdine · Yilliminning · Yerecoin · York · Yorkrakine · Yornaning · Yoting · Youndegin